# Viiala kyrka
Viiala kyrka (finska: Viialan kirkko) är en kyrkobyggnad i Viiala i Birkaland i Finland. Den tillhör Ackas församling i Tammerfors stift inom Evangelisk-lutherska kyrkan i Finland.
Viiala kyrka uppfördes 1950 efter ritningar av arkitekt Jaakko Tähtinen från Tammerfors och blev den första egentliga kyrkobyggnaden i den 1927 stiftade församlingen. Den närliggande prästgården uppfördes 1956. Kyrkan har en rektangulär plan och täcks av ett brant sadeltak. Till långhuset ansluter ett smalare kor, en sakristia och ett tvåvånings församlingshem som tillkom 1982. Klocktornets nedersta del är belagd med skiffer.
Interiören är inredd i varma trätoner. Altartavlan, som föreställer Jesus på en gata i Viiala, målades av Lennart Segerstråle.
Kyrkans första orgel byggdes 1952 av Kangasala orgelbyggeri. Den nuvarande orgeln, tillverkad 1989 av Hans Heinrich Orgelbyggeri, har 26 stämmor fördelat på 2017 pipor.
Viiala kyrka är ett välbevarat exempel på 1950-talets strömningar inom kyrkoarkitekturen och klassas därmed som en byggd kulturmiljö av riksintresse.